# 감펠-슈테크역
감펠-슈테크역(프랑스어: Gare de Gampel-Steg, 독일어: Bahnhof Gampel-Steg)은 스위스 발레주에 있는 슈테크-호텐 지자체에 있는 기차역이다. 심플론선의 중간 정류장이며, 지역 열차만 운행된다.

## 운행편
다음 서비스는 감펠-슈테크에서 정차한다.
- 레기오 : 몽테와 브리크 사이에 30분 간격 운행. 다른 모든 열차는 몽테에서 생젱골프까지 계속 운행한다.